# La Torrota (Vacarisses)
La Torrota és una torre de guaita del municipi de Vacarisses (Vallès Occidental) declarada bé cultural d'interès nacional.

## Descripció
La torre de guaita està situada sobre un pujol al nord-oest del poble. És una torre de planta circular amb aparell de pedra sense treballar. Tan sols se'n conserven 12 metres d'alçada, corresponents a la planta baixa, el primer pis i l'inici del segon. L'absència d'arrencaments de volta fa pensar que probablement la separació interna dels pisos es fes amb embigats de fusta. L'accés a la torre es feia mitjançant una porta situada a la banda de migdia, al segon pis de la torre, d'arc de mig punt adovellat.
Adossades a la torre, a les bandes oest, nord i sud, hi ha restes de diferents estructures.

## Història
Es coneixen poques dades de la Torrota, ja que bona part de la documentació conservada fa referència als senyors del castell de Vacarisses. Aquest podria haver estat situat al centre del poble, al turó on hi ha l'actual castell, tot i que alguns autors el vinculen amb la Torrota.
Amb motiu del projecte de restauració de la torre endegat per l'Ajuntament, l'any 1999 es va portar a terme una intervenció arqueològica centrada a l'interior d'aquesta. Les dades estretes de l'excavació no van permetre situar la torre en un moment cronològic concret, tot i que per les seves característiques es pot situar als segles X-XI, datació que coincidiria amb les primeres mencions al castell de Vacarisses. Les intervencions portades a terme tant a la Torrota com al castell situat al poble, però, no han pogut determinar quin era el primitiu emplaçament del castell de Vacarisses al qual es refereix la documentació.